# Міжнародний фестиваль «Світ Мугама»
Міжнародний фестиваль «Світ Мугама» (азерб. Beynəlxalq Muğam Festivalı) — міжнародний фестиваль виконавців мугама і близькою йому за жанром музики (макам, мукам, рага і пр.), який проводиться раз на два роки, в березні, в Азербайджані. Організаторами фестивалю є Фонд Гейдара Алієва, Міністерство культури і туризму Азербайджану і Спілка композиторів Азербайджану. В рамках фестивалю в Баку і регіонах Азербайджану проходять наукові симпозіуми, конкурс виконавців мугама та виступи всесвітньо відомих виконавців.
Перший фестиваль відбувся в Баку 18–25 березня 2009 року по ініціативою Фонду Гейдара Алієва. Офіційне відкриття фестивалю відбулося 20 березня в бакинському «Центрі мугама». У рамках фестивалю пройшли: міжнародний науковий симпозіум, міжнародний конкурс виконавців мугама, численні мугамного опери та концерти симфонічних та класичних мугамов. Роботу міжнародного фестивалю завершив гала-концерт, який відбувся 25 березня 2009 року у «Палаці імені Гейдара Алієва» в Баку.

## Цілі фестивалю
Основною метою Міжнародного Фестивалю Мугама є популяризація азербайджанського мугама в сучасному світі, що дозволить азербайджанської традиційній музиці зайняти більш помітне місце в сучасному культурному просторі світу.